# Pathé

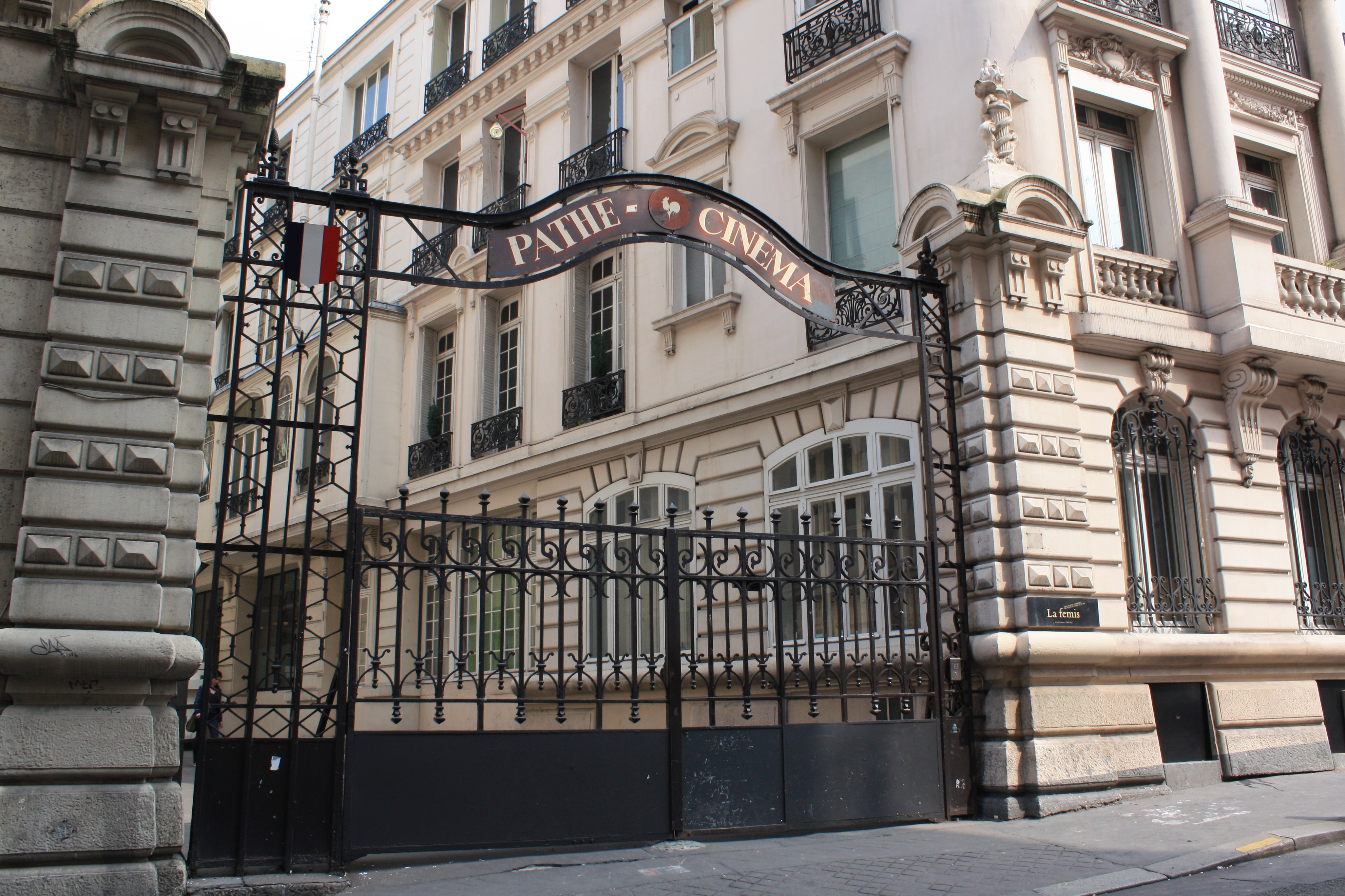
Lo que fueron los estudios de Pathé hoy es la escuela de cine de La Fémis, como puede leerse en la placa de la derecha.

Pathé o Pathé Frères (pronunciación francesa: {pate fʁɛʁ}) es el nombre de varias empresas francesas dedicadas a la industria del cine y discos fonográficos de Reino Unido, fundadas y originalmente dirigidas por los hermanos Pathé de Francia.

## Historia

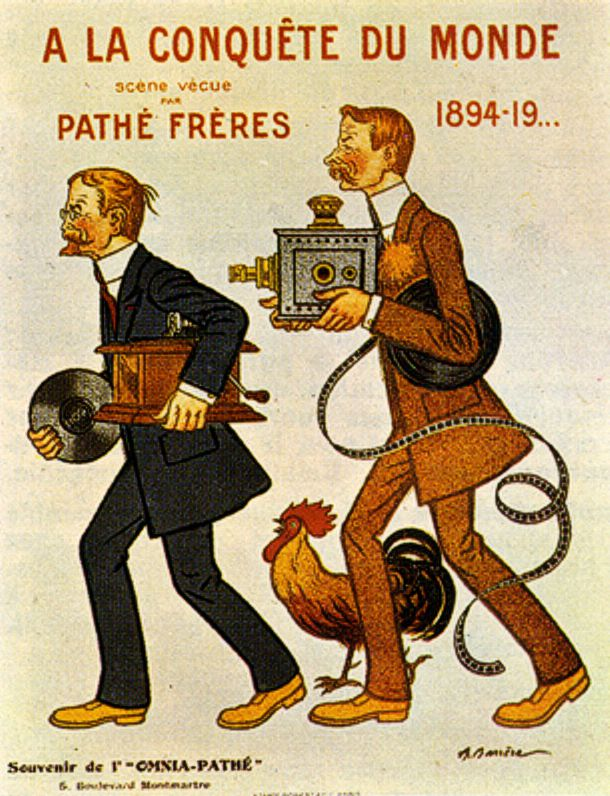
Los hermanos Pathé, por Adrien Barrère.

Fundada como Société Pathé Frères (Compañía Hermanos Pathé) en París, Francia, el 28 de septiembre de 1896 por los hermanos Charles, Émilie, Théophile y Jacques Pathé, Pathé se convirtió, durante los primeros años del Siglo XX, en la productora más grande de cine en el mundo así como un importante productor de discos fonográficos.
La fuerza impulsora detrás de la operación del cine fue Charles Pathé, que había ayudado a abrir una tienda de gramófonos en 1894 y luego estableció una fábrica de fonógrafos en Chatou, en las afueras del oeste de París. Exitosamente, vio las oportunidades que representaba este nuevo tipo de entretenimiento que ofrecía, y en particular para la industria de cine en ciernes. Después de haber decidido expandir el negocio de música para incluir equipos de cine, Charles Pathé supervisó una rápida expansión de la compañía. Para financiar su crecimiento, hizo a la empresa pública bajo el nombre de Compagnie Générale des Établissements Pathé Frères Phonographes & Cinématographes (a veces abreviada como "C.G.P.C.") en 1897, y sus acciones se cotizaron en la Bolsa de París.
En 1896, Micthell Mark de Buffalo, Nueva York, pudo haber sido uno de los primeros estadounidenses  en importar películas Pathé a los Estados Unidos, donde fueron mostradas en el Teatro Vitascope.
En 1902, Pathé adquirió las patentes de los Hermanos Lumière, y luego se dedicó a diseñar una cámara de estudio y hacer su propia película de valores. Su tecnología avanzó con equipos, nuevas instalaciones de procesamiento incorporado en Vincennes, y una comercialización agresiva combinada con sistemas de distribución eficientes, que les permitió hacerse con una parte enorme del mercado internacional. Primero se expandieron a Londres en 1902 dónde establecieron instalaciones y una cadena de salas de cine. En 1909, Pathé había construido más de 200 salas de cine en Francia y Bélgica y al año siguiente tenían instalaciones en Madrid, Moscú, Roma y la ciudad de Nueva York, además de Australia y Japón. Un poco más tarde, abrireron un intercambio de películas en Buffalo, Nueva York. Antes del estallido de la Primera Guerra Mundial, Pathé dominó el mercado de Europa en cámaras de cine y proyectores. Se ha estimado que en un tiempo, el 60% de todas las películas se rodaron con el equipo Pathé.

### Innovaciones

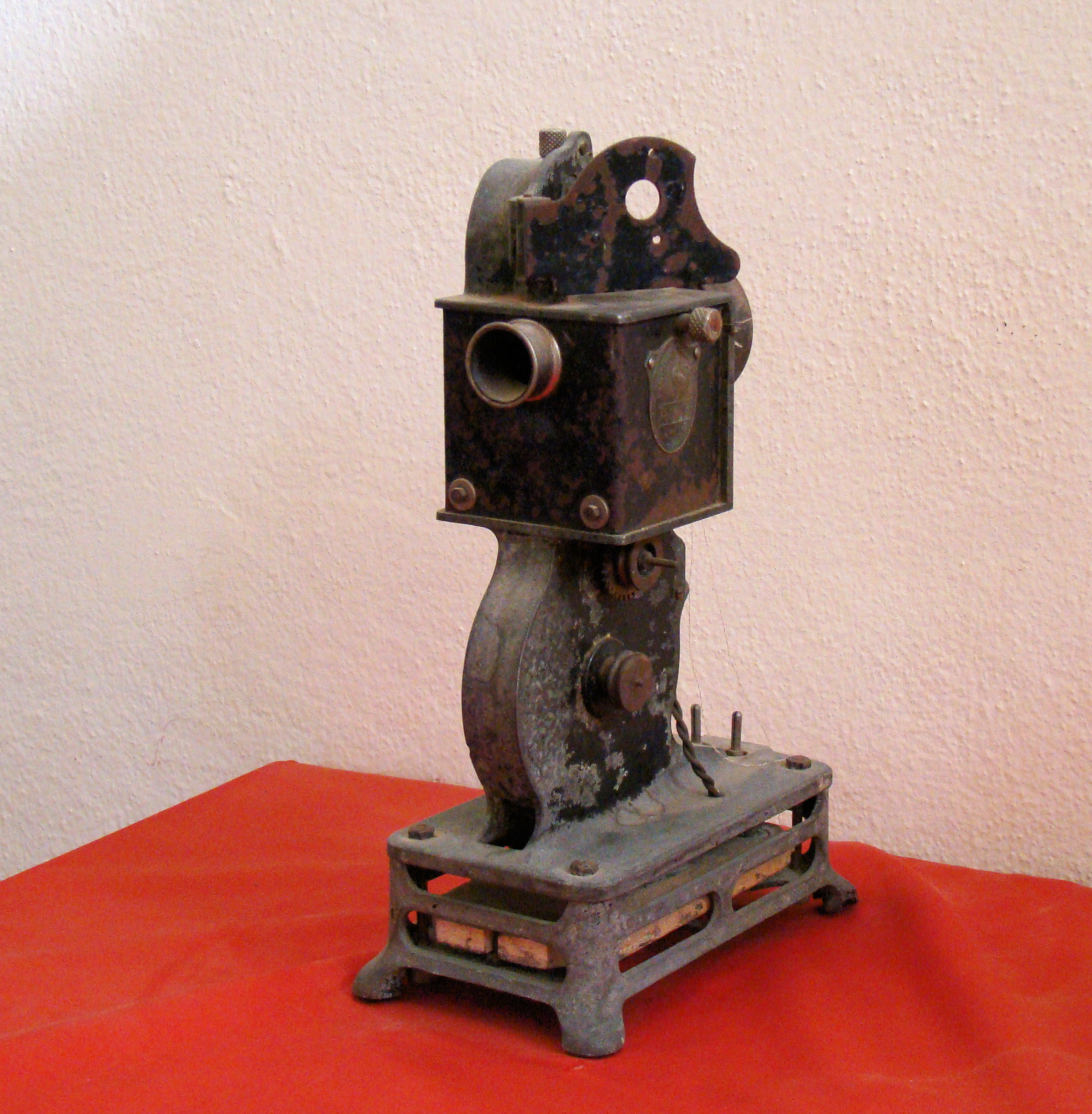
Proyector de cine mudo de Pathé, probablemente de la década de 1920.

A nivel mundial, la compañía hizo hincapié en investigar, en la inversión de experimentos tales como películas coloreadas a mano y en la sincronización de las grabaciones de películas y en gramófonos. En 1908, Pathé inventó el noticiario que se mostró en los cines antes de la película. Las tomas mostraban el logo de Pathé de un gallo cantando al principio de cada carrete. En 1912, se introdujo una película de 28 mm no inflamable y equipos bajo la marca Pathescope. Pathé News produjo noticieros cinematográficos desde 1910, hasta 1970 cuando la producción cesó como consecuencia de la masa de propiedad en televisión. En los Estados Unidos, comenzando en 1914, la compañía de producción cinematográfica en Fort Lee, Nueva Jersey, produjo los episodios de gran éxito en serie llamados The Perils of Pauline. En 1918, Pathé había crecido al punto dónde era necesario separar operaciones en dos divisiones distintas. Mientras Emile Pathé era presidente ejecutivo, Pathé Records lidió exclusivamente con fonógrafos y grabaciones mientras que su hermano Charles se encargaba de Pathé-Cinema que era responsable de la producción cinematográfica, la distribución, y la exhibición. En 1922, vio la introducción del sistema de cine en casa, Pathé Baby, una película de 9.5 mm que se volvió popular en las siguientes décadas. En 1923, Pathé se desprendió de la producción de películas de Estados Unidos, a lo que pasó a llamarse "Pathé Exchange", y luego adquirió el nombre RKO Pictures en 1931. Pathé vendió sus estudios de cine británicos a Kodak en 1927, manteniendo los cines y la distribución.

### Natan a Paretti
Pathé ya estaba en problemas financieros sustanciales cuando Bernard Natan tomó control de la compañía en 1929. El fundador del estudio Charles Pathé había estado vendiendo activos por muchos años para aumentar el valor de los inversores y mantener el flujo del efectivo del estudio en buen estado. El fundador de la compañía había vendido incluso el nombre Pathé y la marca de "gallo" a otras compañías a cambio de solo un dos por ciento de los ingresos. Natan tuvo la mala suerte de hacerse cargo del estudio justo cuando la Gran Depresión convulsionó la economía Francesa.
Natan trató de que las finanzas de Pathé sean constantes y aplicar las prácticas modernas de la industria cinematográficas en el estudio. Natan adquirió otro estudio de cine, Sociètè des Cinéromans, de Arthur Bernède y Gastón Leroux, que permitió a Pathé a expandirse en proyectores y productos electrónicos. También compró la cadena de cines Fornier y rápidamente se extendió a nivel nacional. La prensa francesa, sin embargo, atacó a Natan sin piedad por su dirección de Pathé. Muchos de estos ataques fueron antisemitas.
Pathé-Natan estuvo bien bajo la dirección de Natan. Entre 1930 y 1935, a pesar de la crisis económica en el mundo, la compañía hizo 100 millones de francos en los beneficios, y produjo y lanzó más de 60 películas (tantas películas como estudios estadounidenses en el momento). Él reanudó la producción del noticiero Pathé News, que se había producido desde 1927.
Natan también hizo grandes inversiones en investigación y en el desarrollo para ampliar el negocio de cine de Pathé. En 1929, él impulsó a Pathé al sonido. En septiembre, el estudio produjo su primera película sonora, y su primer noticiero con sonido un mes después. Natan también lanzó dos nuevas revistas relacionadas al cine, Pathé-Revue y Actualités Féminines, para ayudar el mercado de cine de Pathé y fomentar la demanda de consumo para el cine. Bajo Natan, Pathé también financió la investigación de Henri Chrétien, quién desarrollo el lente anamórfico (que conduce al creación de CinemaScope y otros formatos de película de pantalla ancha comunes hoy en día).
Natan amplió el negocio de Pathé en las industrias de comunicaciones que no eran de cine. En noviembre de 1929, Natan estableció la primera compañía de televisión de Francia, Télévision-Baird-Natan. Un año después, compró una estación de radio en París y formó una compañía (Radio-Natan-Vitus) para ejecutar lo que se convertiría en un imperio floreciente de radio.
Pero en 1935, Pathé se declaró en quiebra. Con el fin de financiar la expansión continua de la compañía, la junta de directores de Pathé (que todavía incluía a Charles Pathé) votaron en 1930 para emitir acciones por valor de 105 millones de francos. Pero con la profundización de la depresión, solo el 50% de las acciones fueron compradas. Uno de los bancos inversores se derrumbó debido a las dificultades financieras no relacionales con los problemas de Pathé, y Pathé se vio obligado a seguir adelante con la compra de varias cadenas de cine que ya no podían darse el lujo de comprar. Aunque la compañía continuó para obtener un beneficio (como se señaló anteriormente), perdió más dinero de lo que podría ingresar.
El colapso de Pathé llevó a las autoridades francesas a acusar a Bernard Natan por cargos de fraude. Natan fue acusado de financiar la compra de la empresa sin ningún tipo de garantía, de estafar a los inversores mediante la creación de empresas ficticias, y la mala gestión financiera negligente. Natan fue acusado incluso por ocultar su patrimonio rumano y judío por cambiar su nombre. Natan fue acusado y encarcelado en 1939. Una segunda acusación fue presentada en 1941, y fue condenado poco después. Fue liberado en septiembre de 1942.
La empresa se vio obligada a someterse a una reestructuración en 1943 y fue adquirida por Adrien Ramauge. Con los años, el negocio se sometió a una serie de cambios incluyendo la diversificación en la producción de programas para la floreciente industria de la televisión. Durante 1970, las salas de operaciones de cines superó a la producción cinematográfica de Pathé como fuente principal de ingresos. A finales de 1980, el financiero italiano Giancarlo Parretti trató de hacer una oferta por Pathé, aún tomando un distribuidor más pequeño y nombrándolo Pathé Communications en previsión de tener el estudio. El pasado oscuro de Parretti, sin embargo, levantó las cejas en el gobierno francés y el acuerdo no se concretó. Resultó ser una decisión afortunada, ya que Parretti más tarde se hizo cargo de Metro-Goldwyn-Mayer, solo para perderlo en una quiebra.

### Jérôme Seydoux
En 1990, Chargeurs, un conglomerado francés dirigido por Jérôme Seydoux, tomó control de la compañía. Como resultado de la desregulación del mercado francés de telecomunicaciones, en junio de 1999 Pathé se fusionó con Vivendi. La ecuación de canje para la fusión se fijó en tres acciones de Vivendi por cada dos cuotas de Pathé. The Wall Street Journal estimó que el valor del acuerdo era de 2590 millones de dólares. Tras la realización de la fusión, Vivendi retuvo los intereses de Pathé en British Sky Broadcasting y CanalSatellite, una corporación de radiodifusión francesa, pero luego se vendieron todos los activos restantes a la corporación familiar de Jérôme Seydoux, "Fornier SA," quién cambió su nombre por Pathé.

## Sectores
Los sectores en los que Pathé opera en la actualidad son:
- Cine:
  - producción;
  - distribución a teatros y casas;
  - la gestión internacional de un catálogo de más de 500 películas;
  - teatros;
    - EuroPalaces (red que fereda los cines Pathé y Gamount).
- Cable y redes de televisión por satélite:
  - TMC (Téle Monte Carlo);
  - Comédie! (accionista mayoritario);
  - cuisine.tv;
  - Voyage.

El Conseil Supérieur de l'Audiovisuel conserva tres de los proyectos del grupo para la televisión digital terrestre: TMC, Comédie! y cuisine.tv.
Cabe señalar que fuera de Francia, Pathé no distribuye su propio producto en DVD. Por el contrario, otros distribuidores lanzan los productos Pathé (como 20th Century Fox en Reino Unido).